# Rikala
Rikala var en handelsby, som låg på platsen för det nutida Halikko i  Salo stad i landskapet Egentliga Finland i Finland. Det var en gång en viktig finländsk handelsort, vid den tid - före århundradens landhöjning – då den låg vid Halikkoviken. 
Handelsområdet Rikala bestod av fyra kullar, bland andra Rikalahöjden och Borghöjden. Dessa två senare tros ha blivit permanent bebodda under järnåldern. De flesta av där funna artefakter är från mellan 1000 efter Kristus till 1100 efter Kristus, ett sekel som kan ha varit Rikalas blomningsperiod. Rikalahöjden och Borghöjden tros ha blivit permanent bebodda under järnåldern. 
Borghöjden i Rikala är en av de mest kända förhistoriska borgarna i sydvästra Finland, vilket i sin högsta del idag ligger 59 meter över havet och omges av en 160 meter lång stenmur på de sydvästra och sydöstra bergssidorna. Det har gjorts provgrävningar på kullen, i vilka keramikskärvor från järnåldern hittats. Det är inte känt när Borghöjden först börjat befästas, men mätningar har visat att den åtminstone används under Vikingatiden. Borghöjden var en separat del av järnålders-Rikala och fungerade som en säker plats för Rikalas invånare. På den tiden höll man bergsidorna trädlösa, varför kullen med sina befästningar dominerade det omgivande landskapet. Den trafik som hade sitt ursprung på Halikkoån och Halikkoviken kunde övervakas från kullens topp. 
En brant och stenig vandringsled går idag upp till kullens topp. Nära kullens topp bryter den igenom en bred försvarsvall. Den är troligen den väg som användes förr, vilken också kan ha kantats av en låg stenmur. 
De första upptäckterna av fornminnen gjordes 1862. Omkring 1890 återfanns "Halikkokedjorna". De viktigaste fynden kommer från närmare 50 skelettgravar från korstågstid, vilka i början av 1950-talet undersöktes av Jorma Leppäaho. I gravarna förekommer smycken, rikligt med vapen (främst svärd) och rester av textilier prydda med påsydda bronsspiraler.